# Oblasna nogometna liga Dalmacije 1950.
Oblasna liga Dalmacije (također i pod nazivom Grupno prvenstvo Splitskog nogometnog podsaveza) je predstavljala nogometnu ligu u sezoni 1950., čije je natjecanje organizirao Oblasni odbor Nogometnog saveza Hrvatske za Dalmaciju sa sjedištem u Splitu, a igrana je u šest skupina. Nastala je umjesto dotadašnjih zonskih liga reorganizacijom sustava i nogometnih saveza, te smanjenja troškova natjecanja. 

To je bila liga šestog ranga nogometno prvenstva Jugoslavije u sezoni 1950., te rang ispod Dalmatinske lige.
I grupa
| Poredak | Klub                  | Utakmica               | Pobjeda                | Neodlučeno             | Poraza                 | Postigli golova        | Primili golova         | Gol-razlika            | Bodova                 |
| ------- | --------------------- | ---------------------- | ---------------------- | ---------------------- | ---------------------- | ---------------------- | ---------------------- | ---------------------- | ---------------------- |
| 1.      | Jadran Kaštel Sućurac | 8                      | 5                      | 2                      | 1                      | 17                     | 7                      | +10                    | 12                     |
| 2.      | Junak Sinj            | 8                      | 5                      | 2                      | 1                      | 23                     | 11                     | +12                    | 12                     |
| 3.      | Slaven Trogir         | 8                      | 4                      | 0                      | 4                      | 21                     | 14                     | +7                     | 8                      |
| 4.      | Omladinac Vranjic     | 8                      | 2                      | 2                      | 4                      | 9                      | 19                     | -10                    | 6                      |
| 5.      | Mladost Kaštel Lukšić | 8                      | 1                      | 0                      | 7                      | 5                      | 24                     | -19                    | 2                      |
|         | Cement Solin          | odustali od natjecanja | odustali od natjecanja | odustali od natjecanja | odustali od natjecanja | odustali od natjecanja | odustali od natjecanja | odustali od natjecanja | odustali od natjecanja |

II grupa
| Poredak | Klub                         | Utakmica | Pobjeda | Neodlučeno | Poraza | Postigli golova | Primili golova | Gol-razlika | Bodova |
| ------- | ---------------------------- | -------- | ------- | ---------- | ------ | --------------- | -------------- | ----------- | ------ |
| 1.      | Neretvanac Opuzen            | 6        | 6       | 0          | 0      | 24              | 4              | +20         | 12     |
| 2.      | Grk Potomje                  | 6        | 3       | 0          | 3      | 13              | 18             | -5          | 6      |
| 3.      | Rat Kuna                     | 6        | 2       | 0          | 4      | 11              | 17             | -6          | 4      |
| 4.      | Biokovo (Kardeljevo / Ploče) | 6        | 1       | 0          | 5      | 10              | 19             | -9          | 2      |

III grupa
| Poredak | Klub                | Utakmica | Pobjeda | Neodlučeno | Poraza | Postigli golova | Primili golova | Gol-razlika | Bodova |
| ------- | ------------------- | -------- | ------- | ---------- | ------ | --------------- | -------------- | ----------- | ------ |
| 1.      | Pomorac Split       | 6        | 5       | 1          | 0      | 17              | 5              | +12         | 11     |
| 2.      | Brodoremont Šibenik | 6        | 2       | 1          | 3      | 8               | 11             | -3          | 5      |
| 3.      | Željezničar Knin    | 6        | 2       | 0          | 4      | 10              | 13             | -3          | 4      |
| 4.      | Rudar Siverić       | 6        | 2       | 0          | 4      | 8               | 14             | -6          | 4      |

IV grupa
| Poredak | Klub              | Utakmica | Pobjeda | Neodlučeno | Poraza | Postigli golova | Primili golova | Gol-razlika | Bodova |
| ------- | ----------------- | -------- | ------- | ---------- | ------ | --------------- | -------------- | ----------- | ------ |
| 1.      | Jadran Stari Grad | 4        | 3       | 0          | 1      | 14              | 7              | +7          | 6      |
| 2.      | Hajduk Vela Luka  | 4        | 3       | 0          | 1      | 14              | 12             | +2          | 6      |
| 3.      | Jelsa             | 4        | 0       | 0          | 4      | 4               | 13             | -9          | 0      |

V grupa
| Poredak | Klub               | Utakmica | Pobjeda | Neodlučeno | Poraza | Postigli golova | Primili golova | Gol-razlika | Bodova |
| ------- | ------------------ | -------- | ------- | ---------- | ------ | --------------- | -------------- | ----------- | ------ |
| 1.      | Borac Dubrovnik    | 6        | 6       | 0          | 6      | 17              | 2              | +15         | 12     |
| 2.      | Konavljanin Čilipi | 6        | 2       | 1          | 3      | 12              | 16             | -4          | 5      |
| 3.      | Slaven Gruda       | 6        | 2       | 0          | 4      | 10              | 12             | -2          | 4      |
| 4.      | Jadran Ljuta       | 6        | 1       | 1          | 4      | 6               | 15             | -9          | 3      |

VI grupa
| Poredak | Klub                 | Utakmica | Pobjeda | Neodlučeno | Poraza | Postigli golova | Primili golova | Gol-razlika | Bodova |
| ------- | -------------------- | -------- | ------- | ---------- | ------ | --------------- | -------------- | ----------- | ------ |
| 1.      | Bratstvo Zadar       | 6        | 3       | 2          | 1      | 16              | 12             | +4          | 8      |
| 2.      | Arbanasi Zadar       | 6        | 3       | 1          | 2      | 25              | 10             | +15         | 7      |
| 3.      | Velebit Benkovac     | 6        | 2       | 3          | 1      | 14              | 13             | +1          | 7      |
| 4.      | Brodograditelj Zadar | 6        | 0       | 2          | 4      | 9               | 29             | -20         | 2      |

## Poveznice
- Treća savezna liga 1950.
- 4. rang prvenstva Jugoslavije 1950.
- Nogometna liga Dalmacije 1950.